# Троян (община)
Вижте пояснителната страница за други значения на Троян.
Община Троян се намира в Северна България и е една от съставните общини на област Ловеч.

## География

### Географско положение, граници, големина
Общината е разположена в южната и югоизточна част на област Ловеч. С площта си от 888,839 km2 заема 2-ро място сред 8-те общините на областта, което съставлява 21,53% от територията на областта. Границите ѝ са следните:
- на запад – община Тетевен;
- на северозапад – община Угърчин;
- на север – община Ловеч;
- на изток – община Севлиево, област Габрово и община Априлци;
- на юг – община Карлово, област Пловдив.

### Природни ресурси

#### Релеф
Релефът на общината е високо и средно и ниско планински, като територията ѝ изцяло попада в пределите на Средна Стара планина и Средния Предбалкан.
Южната част на общината, приблизително на юг от линията Шипково, Троян и Черни Осъм се заема от северните разклонения на Троянска планина (част от Средна Стара планина). От билото на планината на север се спускат дълги и тесни ридове, между които в дълбоки и залесени долини протичат реките Бели и Черни Осъм и техните притоци. Тук на границата с община Карлово се издига първенецът на планината и на общината връх Левски (Амбарица 2166 m).
Останалата част на общината попада в пределите на Средния Предбалкан. От запад на изток, северно от горепосочената линия се простират части от три орографски единици. Западната част на община Троян се заема от източните разклонения на най-високата планина на Предбалкана – Васильовска планина (връх Васильов 1490 m). В най-южната си част, югозападно от село Шипково тя се свързва с Троянска планина посредством високата седловина Богое.
Източно от Васильовска планина, от двете страни на река Осъм са разположени Троянските височини (Троянския балкан). На юг те достигат до описаната вече линия между Средна Стара планина и Средния Предбалкан, на север опират до долините на Сухата река и Малката река, съответно ляв и десен приток на Осъм, а на изток – до проломната долина на река Видима.
Източно от долината на река Видима в пределите на общината се простират крайните западни части на мощния Черновръшки рид. Неговата максимална височина е връх Церовица (788 m), разположен североизточно от село Гумощник, на границата с община Севлиево.
Районите разположени северно от долините на Сухата река и Малката река, до границата с общините Угърчин и Ловеч се заемат от южните склонове на дългите и тесни Микренски височини. Максималната им височина връх Пашаалан (875 m) се издига на около 4 – 5 km северно от село Борима.
В североизточния ъгъл на община Троян, в района на селата Врабево и Дебнево се простират крайните западни части на Севлиевското поле. По южната му периферия протича река Видима и тук в нейното корито, североизточно от село Дебнево се намира най-ниската точка на общината – 290 m н.в.

#### Води, климат
Територията на община Троян попада в три водосборни басейна – на реките Осъм, Янтра и Вит.
Близо 80% от площта ѝ спада към водосборния басейн на река Осъм. Тя се образува в северната част на град Троян от сливането на двете съставящи я реки Бели Осъм (28 km) и Черни Осъм (36 km). Те водят началото си от Троянска планина и текат в тесни, дълбоки и гористи долини със стръмни склонове. Дължината на същинската река Осъм в пределите на общината е около 15 km. След образуването си тя протича в сравнително широка алувиална долина през Троянските височини (Троянския балкан), след което проломява Микренските височини и южно от село Лешница напуска общината и навлиза в община Ловеч. Основни притоци на река Осъм на територията на община Троян са реките: леви – Бели Осъм, Команска река и Сухата река; десни – Черни Осъм и Малката река.
Източната част на община Троян се отводнява от река Видима и нейните притоци. Тя протича с част от средното си течение като образува проломна долина между Троянските височини (Троянския балкан) и Черновръшкия рид. При село Дебнево навлиза в крайната югозападна част на Севлиевското поле, напуска общината и на територията на община Севлиево се влива отляво в река Росица, която от своя страна е ляв приток на Янтра. Основен приток на Видима в пределите на общината е река Червещица.
Крайните западни части на община Троян принадлежат към водосборния басейн на река Вит. Те се отводняват от десния ѝ приток река Калник и нейните малки притоци и дерета. Река Калник води началото си от Микренските височини и тече в западно посока в широка долина. На нея е изграден големият язовир Сопот. По-голямата част от язовира е на територията на община Троян, а долната му част и преградната стена са в община Угърчин.
Климатът е умерено-континентален с изразено планинско влияние, с четири годишни времена, без мъгли и силни ветрове. Валежите са над средните за страната, снежната покривка се задържа около 50 дни в годината.

#### Флора и фауна
Преобладаващите дървесни видове са: дъб, явор, ясен, габър, топола и букови гори. Разнообразието на релефа и растителността е създало благоприятни условия за развъждането на полезен дивеч: елен, сърна, диви свине, мечки, диви кози, вълци. В общината има над 200 вида птици, някои от тях редки видове, които са предпоставка за развитие на орнитоложки туризъм.

#### Защитени природни обекти
На територията на общината се намират два резервата от националния парк„ Централен Балкан“ – Биосферен резерват „Стенето“ и резерват „Козя стена“ – създаден с цел опазване на еделвайса.

## Население

### Етнически състав (2011)
Численост и дял на етническите групи според преброяването на населението през 2011 г.:
|                     | Численост | Дял (в %) |
| Общо                | 32 399    | 100,00    |
| Българи             | 27 566    | 85,08     |
| Турци               | 860       | 2,65      |
| Цигани              | 334       | 1,03      |
| Други               | 70        | 0,22      |
| Не се самоопределят | 110       | 0,34      |
| Неотговорили        | 3459      | 10,68     |

### Населени места
Общината има 22 населени места с общо население 26 884 жители към 7 септември 2021 г.
| Населено място | Население (2021 г.) | Площ на землището km2 | Забележка (старо име) | Населено място | Население (2021 г.) | Площ на землището km2 | Забележка (старо име)           |
| -------------- | ------------------- | --------------------- | --------------------- | -------------- | ------------------- | --------------------- | ------------------------------- |
| Балабанско     | 141                 | 23,236                |                       | Дълбок дол     | 243                 | 29,734                |                                 |
| Балканец       | 197                 | 36,770                | Кнежа                 | Калейца        | 537                 | 27,907                |                                 |
| Бели Осъм      | 613                 | 41,788                |                       | Ломец          | 215                 | 23,613                |                                 |
| Белиш          | 192                 | 29,289                |                       | Орешак         | 1927                | 23,190                |                                 |
| Борима         | 730                 | 65,216                |                       | Патрешко       | 43                  | 13,478                |                                 |
| Врабево        | 653                 | 42,840                |                       | Старо село     | 163                 | 27,887                | Съево                           |
| Голяма Желязна | 472                 | 45,657                |                       | Терзийско      | 254                 | 37,945                |                                 |
| Горно трапе    | 216                 | 7,452                 |                       | Троян          | 17667               | 60,243                |                                 |
| Гумощник       | 171                 | 17,645                |                       | Черни Осъм     | 753                 | 186,806               | Колибето                        |
| Дебнево        | 589                 | 35,809                |                       | Чифлик         | 287                 | 46,738                |                                 |
| Добродан       | 293                 | 22,120                |                       | Шипково        | 528                 | 43,476                | Горно Шипково                   |
|                |                     |                       |                       | ОБЩО           | 26884               | 888,839               | няма населени места без землища |

## Административно-териториални промени
- след 1887 г. – заличена е м. Иовевска и е присъединена като квартал на м. Влашка (Таласъм) без административен акт;
- след 1892 г. – заличена е махала Длъжковска и е присъединена като квартал на м. Трапето без административен акт;
- след 1905 г. – заличена е м. Хитревска и е присъединена като квартал на м. Дрянска без административен акт;
- през 1906 г. – заличена е махала Топузите без административен акт поради изселване;
- Указ № 209/обн. 3 януари 1919 г. – признава н.м. Иванцов рът (от с. Маргатина-горна) за отделно населено място – м. Иванцов рът;

– признава н.м. Субашка (Субашите, от м. Маргатина-горна) за отделно населено място – м. Субашка;
- Указ № 311/обн. 21.05.1923 г. – признава Троянският манастир за отделно населено място – ман.с. Троянски манастир;
- МЗ № 2820/обн. 14.08.1934 г. – преименува м. Влашка (Таласъм) на м. Славник;

– преименува с. Колибето на с. Черни Осъм;
- МЗ № 3774/обн. 07.12.1934 г. – преименува м. Маргатина-горна на м. Горна Маргатина;

– преименува м. Маргатина-долна на м. Долна Маргатина;
- МЗ № 1049/обн. 24.04.1939 г. – заличава махалите Канджийска, Ралчовска, Терзийска и Шарбанска и ги присъединява като квартали на с. Старо село;
- между 1946 и 1956 г. – заличена е м. Нановска без административен акт поради изселване;
- през 1950 г. – заличени са махалите Ангелска, Бойков рът (Спанска), Вълковска, Даньовска, Ковашка, Кутровска, Марковска, Минковска, Новата махала, Пананска, Перьовска, Радьовска, Райковска (Катранджийска), Самарджийска, Троянска и Чифлика и са присъединени като квартали на с. Белиш без административен акт;
- Указ № 45/обн. 08.02.1950 г. – преименува с. Кнежа на с. Балканец;

– преименува с. Старо село на с. Съево;
- Указ № 663/обн. 29.12.1950 г. – преименува м. Попишка на м. Христова;
- Указ № 463/обн. 02.07.1965 г. – признава н.м. Ливадето за отделно населон място – м. Ливадето;

– заличава махалите Велчевска, Голяма Рибня, Кнежки лък (Лъкът) и Малка Рибня и ги присъединява като квартали на гр. Троян;
– заличава махалите Бъзювото (Бъзьовото), Гачовска, Глушка, Гориначево (Гороначево), Иванцов рът, Йоковци и Катранджийска, с. Коман, махалите Крекляшка (Креклянска), Крушов рът, Минева къща, Миховска, Ралчовска, Скандалска, Тумбьовото и Узунска (Гергев трап) поради изселване;
- Указ № 960/обн. 4 януари 1966 г. – уточнява името на м. Дудевска на м. Дудевска махала;

– осъвременява името на м. Калчовска на м. Калчевска;
– преименува с. Горно Шипково на с. Шипково;
- Указ № 1840/обн. 24.11.1970 г. – разделя м. Трапето на две отделни населени места – м. Горно трапе и м. Долно трапе;

– заличава махалите Долно трапе, Дудевска махала, Ливадето и Христова и ги присъединява като квартали на гр. Троян;
- Указ № 757/обн. 08.05.1971 г. – обединява махалите Кичушка (Кючушка), Спасовска, Улумска и Цоневска (Цоньовска, Ирневска) в едно населено място – с. Патрешко;

– заличава махалите Горна Маргатина, Славник и Субашка и ги присъединява като квартали на с. Белиш;
– заличава махалите Ильовското, Коевци, Койнов трап (Койнов рът) и Ливадките, ман.с. Троянски манастир и м. Упчовското и ги присъединява като квартали на с. Орешак;
– заличава махалите Кушутината, Макаревец и Осойната поради изселване;
- Указ № 1885/обн. 06.09.1974 г. – заличава м. Грънчер и я присъединява като квартал на с. Терзийско;

– заличава м. Долно Шипково и я присъединява като квартал на с. Шипково;
- Указ № 2294/обн. 26.12.1978 г. – признава махалите Балабанска (Балабанско) и Горно трапе за села;
- Указ № 304/обн. 10.10.1991 г. – възстановява старото име на с. Съево на с. Старо село;
- На основание §7 (т.3) от Закона за административно-териториалното устройство на Република България (ДВ, бр. 63/14.07.1995 г.) всички махали, колиби, гари, минни и промишлени селища придобиват статут на села.
- Реш. МС № 712/обн. ДВ бр. 68/04.09.2012 г. – заличава с. Габърска и го присъединява като квартал на с. Балабанско;

– заличава с. Долна Маргатина и го присъединява като квартал на с. Белиш;
– заличава селата Лакарево и Селце и ги присъединява като квартали на с. Гумощник;
– заличава селата Баба Стана и Радоевското и ги присъединява като квартали на с. Орешак;
– заличава селата Дрянска, Калчевска и Райковска и ги присъединява като квартали на гр. Троян;
– заличава селата Жеравица, Жидов дол, Иваншница, Лешко пресои, Миленча, Стойновското и Стругът и ги присъединява като квартали на с. Черни Осъм.

## Транспорт
През общината от север на юг, по долината на река Осъм преминава последният участък от 15,3 km от трасето на жп линията Левски – Ловеч – Троян.
През общината преминават частично 6 пътя от Републиканската пътна мрежа на България с обща дължина 119,3 km:
- участък от 38,7 km от Републикански път II-35 (от km 64,9 до km 103,6);
- началният и последният участък от общо 16,6 km от Републикански път III-357 (от km 0 до km 12,8 и от km 14,5 до km 18,3);
- началният участък от 21,6 km от Републикански път III-358 (от km 0 до km 21,6);
- последният участък от 24,8 km от Републикански път III-402 (от km 5,6 до km 30,4);
- последният участък от 2,3 km от Републикански път III-404 (от km 28,4 до km 30,7);
- участък от 15,3 km от Републикански път III-3505 (от km 13,1 до km 28,4).

## Топографска карта
- Лист от карта K-35-25. Мащаб: 1 : 100 000.
- Лист от карта K-35-26. Мащаб: 1 : 100 000.
- Лист от карта K-35-37. Мащаб: 1 : 100 000.
- Лист от карта K-35-38. Мащаб: 1 : 100 000.